# Herzogskasten

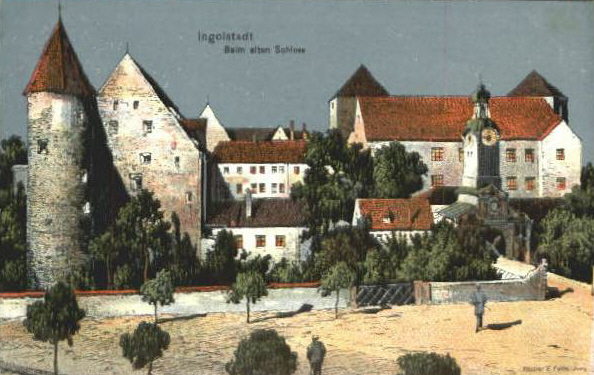
Zamek na początku XX w.

Herzogskasten (dosłownie z niem.: “książęca buda” lub “książęca skrzynia”) – pierwszy zamek książęcy w Ingolstadt w Bawarii, w Niemczech. Najstarsza zachowana świecka budowla w mieście.
Zamek wzniósł w 1255 r. Ludwik II Bawarski (1229–1294) zwany Srogim. Został on ulokowany przy południowo-wschodnim narożniku pierwotnych murów miejskich, znacząco podnosząc obronność tej części miasta. Pełnił jednocześnie funkcje rezydencji książęcej i zamku obronnego. Pięciokondygnacyjna budowla, murowana z kamienia łamanego i cegły na rzucie prostokąta, z dwoma wydatnymi, trójkątnymi szczytami dzielonymi prostymi lizenami, nakryta jest wysokim dachem dwuspadowym, w którym kryją się trzy kolejne kondygnacje. Od strony wschodniej w mur wtopiona jest okrągła wieża z dawnego systemu obronnego, natomiast od strony zachodniej wystaje z niego niewielki wykusz, mieszczący dawniej kaplicę zamkową.
Po wybudowaniu w XV w. nowego zamku i przeniesieniu tam siedziby książęcej, w starej budowli urządzono spichlerz i kasę miejską. Po gruntownej restauracji budowli, rozpoczętej w 1974 r., w 1981 r. otwarto w niej bibliotekę miejską, noszącą obecnie imię znanej pisarki związanej z miastem, Marieluise Fleißer (niem. Marieluise-Fleißer-Bücherei).